# Peau d'ange (pel·lícula de 1986)
Peau d'ange és una pel·lícula francesa dirigida per Jean-Louis Daniel, estrenada el 1986.

## Sinopsi
Dona rica i bella, Héléna viu del record del seu marit, que es va suïcidar per desesperació amorosa trenta anys abans. Unes quantes visites puntegen la seva vida ociosa: Angelina, coneguda com "Àngel", una infermera, un amant interessat, un vell amic.
Héléna contracta com a secretari a Milo, un noi misteriós i autoritari que ràpidament esdevé indispensable. Però el malestar s'instal·la: Milo allunya els visitants i recorda molt a Héléna el seu marit difunt.

## Repartiment
- Robin Renucci : Milo
- Alexandra Stewart : Héléna
- Véronique Delbourg : Angélina
- Jean-Paul Muel : Alexandre
- Jeffrey Kime : el gigolo
- Agnès Cassandre : Héléna jovne
- Patrice Melennec : l'amant